# USS Wasp (CV-18)
USS Wasp (CV-18) – amerykański lotniskowiec typu Essex (podtyp krótki kadłub). Pierwotnie miał zostać nazwany Oriskany – na cześć bitwy rozegranej 6 sierpnia 1777 roku w czasie wojny o niepodległość Stanów Zjednoczonych, ale nazwa została ostatecznie zmieniona podczas budowy na cześć poprzednika „USS Wasp (CV-7)”, który został zatopiony 15 września 1942 roku.
Stępkę okrętu położono 18 marca 1942 roku w stoczni Fore River Shipyard w Braintree. Zwodowano go 17 sierpnia 1943 roku, a matką chrzestną była Julia M. Walsh – siostra senatora Davida I. Walsha. Jednostka weszła do służby w US Navy 24 listopada roku. Pierwszym dowódcą był komandor Clifton Sprague.
Okręt był w służbie w czasie II wojny światowej, za którą otrzymał 8 gwiazd bitewnych. Przeszedł przez program SCB-27 i SCB-125. Brał udział w projekcie Gemini.
Wycofany ze służby w lipcu 1972 roku, został zezłomowany w 1973 roku.